# Ignacio Zaragoza, Río Grande
Ignacio Zaragoza är en ort i Mexiko.   Den ligger i kommunen Río Grande och delstaten Zacatecas, i den centrala delen av landet, 600 km nordväst om huvudstaden Mexico City. Ignacio Zaragoza ligger 1 907 meter över havet och antalet invånare är 299.
Terrängen runt Ignacio Zaragoza är platt åt nordväst, men åt sydost är den kuperad. Ignacio Zaragoza ligger nere i en dal. Runt Ignacio Zaragoza är det ganska glesbefolkat, med 34 invånare per kvadratkilometer. Närmaste större samhälle är Río Grande, 15,0 km nordost om Ignacio Zaragoza. Omgivningarna runt Ignacio Zaragoza är i huvudsak ett öppet busklandskap.